# Fernando Gamboa (Künstler)
Fernando Gamboa (* 28. Februar 1909 in Mexiko-Stadt; † 7. Mai 1990 ebenda) war ein mexikanischer Künstler und Museograph.

## Biografie

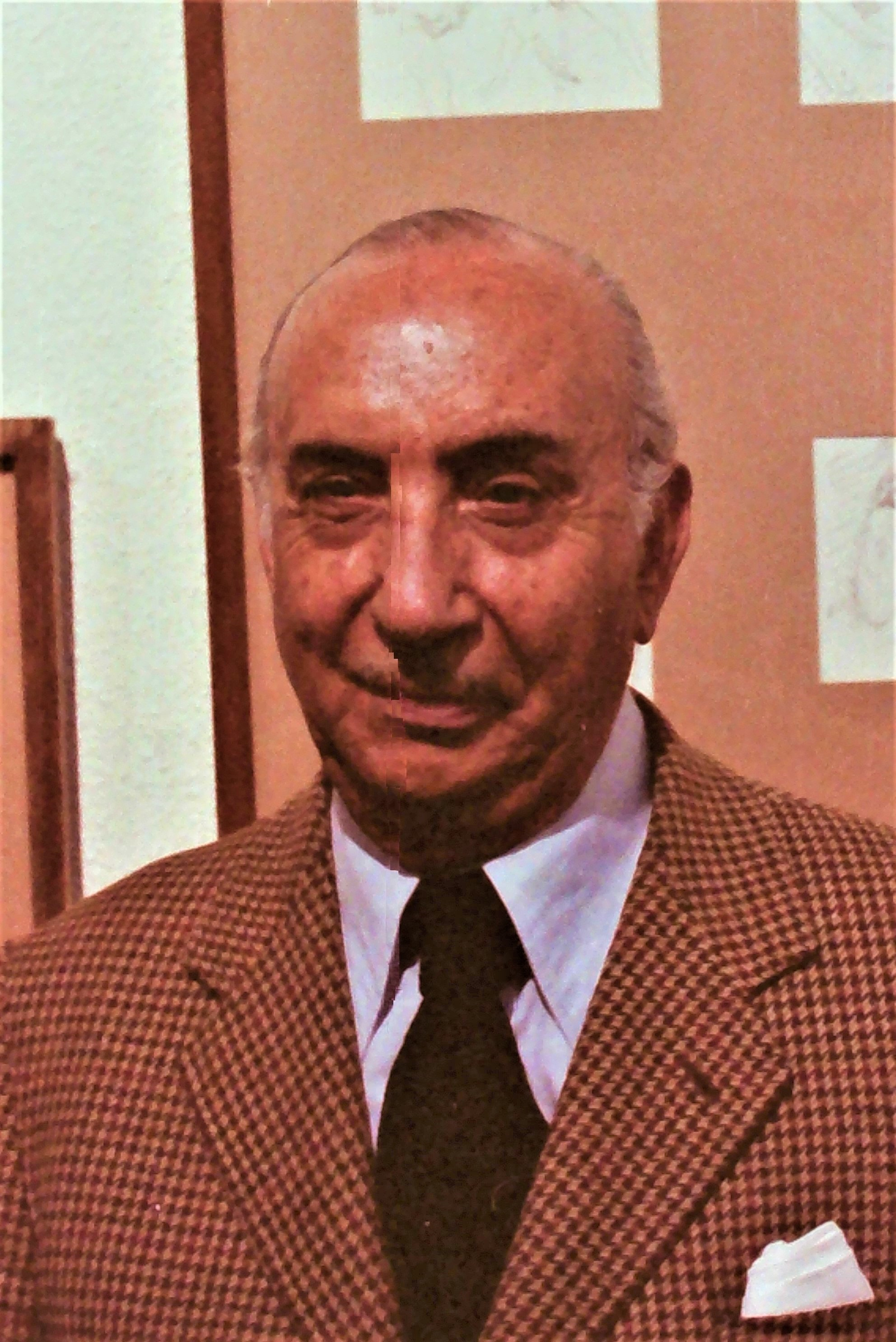
Fernando Gamboa

Gamboa studierte von 1926 bis 1930 an der Academia de San Carlos Malerei, Bildhauerei und Kunstgeschichte und arbeitete danach für das Secretaría de Educación Pública (SEP), war Inspekteur für Bildende Kunst des Instituto Nacional de Bellas Artes (INBA) und Professor für mexikanische Kunst. Gemeinsam mit Leopoldo Méndez, Pablo O’Higgins und Alfredo Zalce malte er Murales am Gebäude der nationalen Grafikerwerkstätten. Er war Vorsitzender der Liga de Escritores y Artistas Revolucionarios (L.E.A.R.) und ab 1936 im Bereich Museographie engagiert tätig. Im Ausstellungssaal der L.E.A.R. im Centro Histórico organisierte er zunächst die Ausstellung „Francisco Goitia, el olvidado“ („Francisco Goitia, der Vergessene“). 1938 assistierte er gemeinsam mit Juan de la Cabada, José Chávez Morado, Elena Garro, José Mancisidor, Octavio Paz, Carlos Pellicer und Silvestre Revueltas beim Kongress antifaschistischer Schriftsteller im spanischen Valencia während der Zeit des Bürgerkriegs und veranstaltete zu dieser Zeit auch in Valencia, Madrid und Barcelona eine Ausstellung zum Thema „Un Siglo de Grabado político mexicano“ („Ein Jahrhundert der politischen, mexikanischen Radierung“). Als er Ende 1938 in seine Heimat zurückkehrte, wurde er von Lázaro Cárdenas mit der Organisation und Installation der Ausstellung „España en llamas“ („Spanien in Flammen“) im Palacio de Bellas Artes beauftragt. Es folgten weitere nationale und internationale Ausstellungsorganisationen und -teilnahmen. 1944 veranlasste er die Modernisierung des Museo Nacional de Antropología. An der Escuela Nacional de Antropología konzipierte er den Studiengang Museographie und leitete ab 1945 als künstlerischer Direktor die Museen des Instituto Nacional de Antropología e Historia. Er war beteiligt an der Gründung der mexikanischen Gesellschaft für Moderne Kunst und dort als Koordinator tätig. Carlos Chávez machte ihn zum Leiter der Abteilung für Bildende Kunst und zum Direktor des Museo Nacional de Artes Plásticas. 1948 ging er als Guggenheim-Stipendiat in die Vereinigten Staaten. In Mexiko gründete er einige öffentliche Kunstgalerien. Bei der New York World’s Fair war er 1964/1965 kommissarischer Leiter des mexikanischen Pavillons, ebenso 1967 bei der Expo 67 in Montreal, 1968 bei der Hemisfair '68 in San Antonio und bei der Expo 70 in Osaka.
Gamboa veröffentlichte mehr als 20 Bücher über die mexikanische Kunst und war Mitbegründer und Leiter der Künstlerzeitschrift „Frente a Frente“ („Stirn an Stirn“) sowie Mitbegründer und Kunstkritiker der Zeitschrift „Tiempo“.